# Barnave, Drôme
Barnave là một xã thuộc tỉnh Drôme trong vùng Auvergne-Rhône-Alpes đông nam nước Pháp. Xã Barnave, Drôme nằm ở khu vực có độ cao trung bình 474 mét trên mực nước biển.